# Croce Rossa di Mauritius

il simbolo della Croce Rossa

La Società della Croce Rossa di Mauritius è la società nazionale di Croce Rossa della Repubblica di Mauritius, nazione insulare dell'Oceano Indiano.

## Denominazione ufficiale
- Mauritius Red Cross Society (abbreviato MRCS), in inglese, idioma ufficiale del paese.
- Croix-Rouge Mauricienne, in francese, idioma ufficiale del paese.

## Attività
La MRCS è uno dei membri del Rome Consensus per la lotta alla tossicodipendenza.